# Regierung Awgustyn Woloschyn II
Die Regierung Awgustyn Woloschyn II, geführt vom Ministerpräsidenten Awgustyn Woloschyn (ukrainisch Авґустин Волошин, tschechisch Augustin Vološin), war die dritte Regierung der Karpatenukraine, des autonomen Teilstaates der Tschecho-Slowakei 1938–1939. Sie befand sich vom 1. Dezember 1938 bis 6. März 1939 im Amt. Sie folgte der Regierung Awgustyn Woloschyn I und wurde durch die Regierung Awgustyn Woloschyn III abgelöst.

## Regierungsbildung
Während der Amtszeit dieser Regierung fanden am 12. Februar 1939 Wahlen zum Sojm (Parlament) statt, wie sie im Gesetz über die Autonomie vorgesehen waren. Die einzige zugelassene Partei war Woloschyns Ukrajinské národní sjednocení (UNS), die knapp 93 Prozent der Stimment auf sich einigen konnte, wobei jedoch berichtet wird, dass die nationalistische paramilitärische Organisation Karpatská Sič (Karpatische Sitsch / Карпатська Січ) die Wahlen zugunsten von Woloschyn (und der UNS) manipuliert haben soll.
Der Armeegeneral Lev Prchala wurde am 16. Januar 1939 durch die tschechoslowakische Zentralregierung in Prag als deren Vertreter als Minister in der autonomen karpatoukrainischen Regierung ernannt mit ursprünglich weitgehenden Kompetenzen. Prchala war bereits zuvor Oberbefehlshaber der IV. und dann der III. tschechoslowakischen Armee in der Slowakei, zuständig auch für die Karpatenukraine und damit auch für die Verteidigung des Landes. Dies und seine Ministeraufgaben riefen starke Proteste der ukrainischen nationalistischen Kreise hervor, so dass in einer Kompromisslösung die Kompetenzen von Prchala in der Regierung pro forma  eingeschränkt wurden.

## Regierungszusammensetzung
Die Minister befanden sich während der gesamten regulären Amtsperiode im Amt (vom 1. Dezember 1938 bis 6. März 1939), wenn nicht anders angegeben.

- Ministerpräsident: Awgustyn Woloschyn
- Regierungsmitglied: Julijan Rewaj
- Regierungsmitglied und Minister für Inneres, Verkehr und Finanzen: Lev Prchala (16. Januar 1939 – 6. März 1939)[Anm. 1]